# Brommella linyuchengi
Brommella linyuchengi là một loài nhện trong chi Brommella, họ Dictynidae.
Loài này được Shuqiang Li miêu tả năm 2017. Tính từ định danh loài lấy theo tên của giáo sư Yucheng Li thuộc Đại học Tứ Xuyên ở Thành Đô, nhà phân loại học hàng đầu về họ nhện Mysmenidae.

## Phân bố
Loài này được tìm thấy ở cao độ 111 m trong hang Thái Cực (Taiji), 23°11.050′B 108°19.818′Đ / 23,184167°B 108,3303°Đ thuộc địa phận thôn Hạ Hoàng (夏黄村, Xià Huáng cūn), trấn Thành Sương (城厢, Chéng Xiāng), quận Vũ Minh, địa khu Nam Ninh, Quảng Tây, Trung Quốc.